# ئی‌آراف
ئی‌آراف (انگلیسی: ERF) شرکت خودروسازی بریتانیایی است، که در سال ۱۹۳۳ تأسیس توسط ادوین ریچارد فودن تأسیس شد.